# Fritz Krug
Fritz Richard Wilhelm Krug (* 20. Dezember 1894 in Berlin; † 1980 ebenda) war ein deutscher Sozialdemokrat und Widerstandskämpfer gegen den Nationalsozialismus.

## Leben
Fritz Krug arbeitete als Verwaltungsangestellter im Schöneberger Rathaus. Als bekennender Sozialdemokrat, der darüber hinaus aus seiner ablehnenden Einstellung zum Nationalsozialismus keinen Hehl machte, wurde er im Zuge der Gleichschaltung entlassen.
Vor der Machtübernahme der Nationalsozialisten gehörte er außerdem dem Reichsbanner an und engagierte sich hier unter anderem als Kassierer der Kameradschaft „Nollendorf“.

## NS-Zeit
Fritz Krug gehörte zu einer illegalen Reichsbannergruppe, die sich bereits 1933/34 im Umfeld von Michael Hirschberg entwickelte und später von Fritz Gelbart angeführt wurde. Er war hier unter anderem an der Herstellung und Verbreitung von illegalen Druckmaterialien beteiligt. So ist bekannt, dass er 1937 in die Vervielfältigung und Verteilung von Flugblättern involviert war, in denen dazu aufgerufen wurde, sich am Grabe ermordeter Reichsbannerkameraden einzufinden.
Die Nationalsozialisten verhafteten Fritz Krug wegen des Verdachts der Vorbereitung zum Hochverrat im August 1938. Im Verfahren vor dem Berliner Kammergericht gelang es ihm erfolgreich, seine Rolle herunterzuspielen, so dass er letztendlich nur zu einer anderthalbjährigen Gefängnisstrafe verurteilt wurde.